# 教来石宿
教来石宿（きょうらいししゅく）は、現在の山梨県北杜市に設けられた旧甲州街道の宿場。
旧甲州街道、江戸日本橋から41番目の宿場。現在の山梨県北杜市にあり、山梨県最後の宿場である。宿場の長さは4町30間、宿内家数は144軒で、宿内人口は684人、本陣1、脇本陣2、旅籠7（大3、中2、小2）であった。

## 宿場
江戸方の流川を渡った辺りから北が教来石宿内となる。大概帳によると教来石宿は本宿の下教来石宿と加宿の上教来石宿があった。（現在の）北杜市白州町下教来石の国道20号沿いに立つ「明治天皇御小休所跡」碑が河西家本陣跡で建坪120坪あった。
教来石では釜無川河原から採取される石（鳳凰石）を用いて、江戸時代中頃まで硯などの石細工が行われていた。
上教来石の域内には山口素堂出生地跡、山口口留番所跡などがある。
また教来石宿の南、（現在の）北杜市白州町鳥原には教来石姓を名乗っていた教来石民部（馬場信春）館跡がある。

## 地名の由来
教来石という地名は、『甲駿道中之記』に「村の西に教来石とて高さ七尺、竪三間、横二間許の巨石あり、村名の起る所なりといへり、石上に小祠あり、日本武尊を祀る」とある。日本武尊が甲府の酒折宮にいた頃、この地に来て、この石の上で休んだので、村人が「経（へ）て来（こ）石」と呼んで経来石（へてこいし）という地名にしたという。

## 山口口留番所
甲斐二十四関と呼ばれた甲斐国にある24ヶ所の口留番所の一つで、甲斐国と信濃国の国境いの通行人を監視し、徴税等を行った山口口留番所が上教来石に設けられていた。それゆえに教来石宿は、宿駅業務とともに、国境警備を担った宿場でもあった。